# Proximaler Reiz
Proximaler Reiz, auch proximaler Stimulus oder Nahreiz, bezeichnet in der Psychologie die Gesamtheit der messbaren physikalischen oder chemischen Einwirkung eines distalen Reizes auf die jeweiligen Sinneszellen eines Sinnesorgans im Rahmen der Wahrnehmung.
Oftmals wird als proximaler Reiz auch nur das Netzhautbild bezeichnet bzw. das Muster des sensorischen Inputs im Auge des Beobachters, physikalisch konkret also die Verteilung elektromagnetischer Energie auf der Netzhaut.
Der proximale Reiz ist immer an einen konkreten Beobachter gebunden, im Gegensatz zum distalen Reiz.
In der Physiotherapie bezeichnet proximaler Reiz eine Behandlungstechnik. Beispielsweise kann in der Propriozeptive neuromuskuläre Fazilitation (PNF-Behandlung) kann ein manueller Kontakt als Stimulus für die Propriozeptoren verwendet werden. Dieser sogenannte proximale Stimulus soll dem Patienten dabei helfen, die Richtung und Stärke seiner Muskelanspannung wahrzunehmen.
Die Begriffe „distaler Reiz“, „proximaler Reiz“ und „Perzept“ wurden von Gustav Theodor Fechner geprägt, um einen kausalen Zusammenhang zwischen den Eigenschaften des Reizgegenstandes (distaler Reiz) und den am Sinnesorgan ablaufenden Reizvorgängen (proximaler Reiz) zu beschreiben.